# World Series of Poker 2020

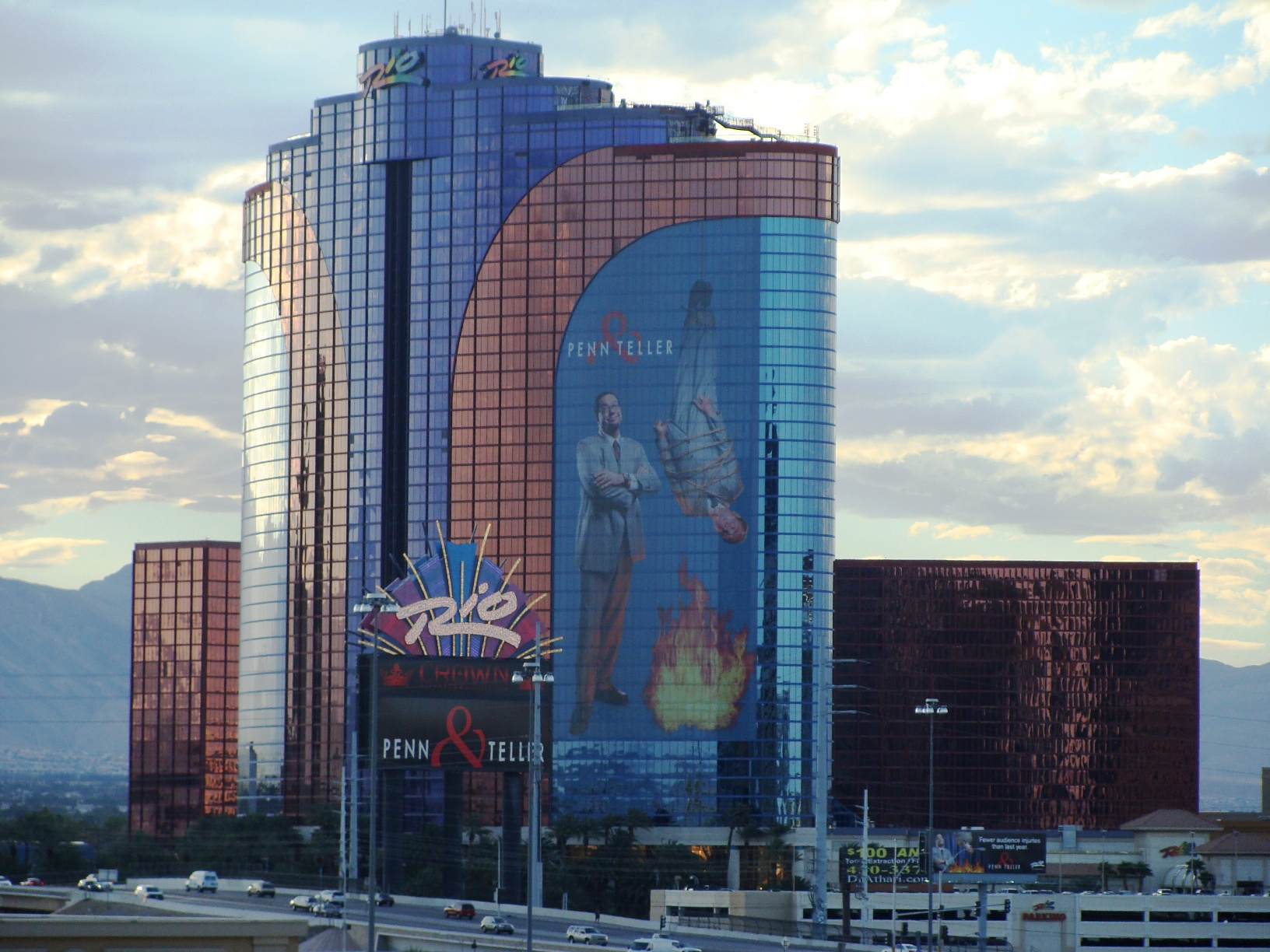
Het Rio All-Suite Hotel & Casino

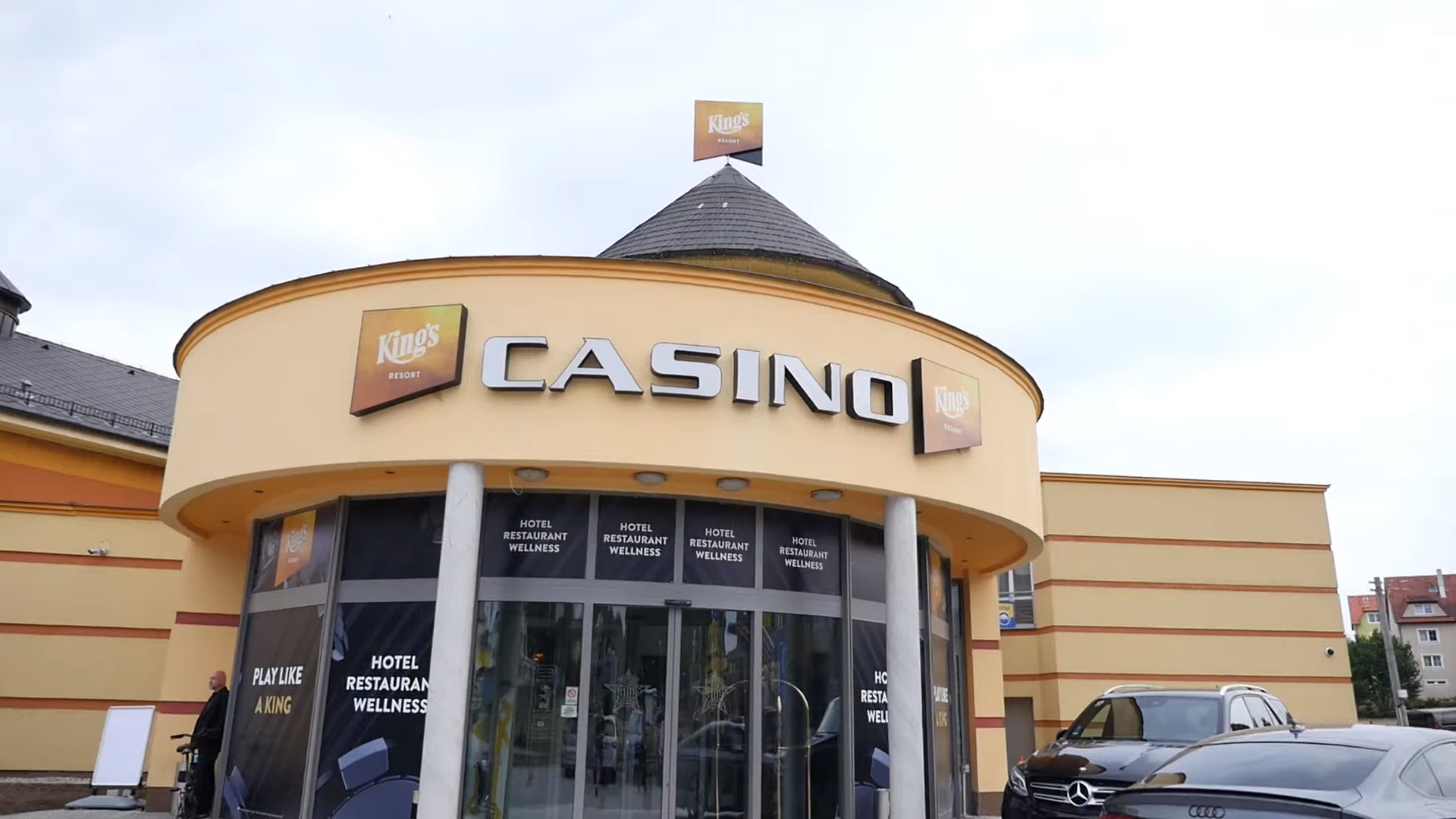
Het King's Casino

De World Series of Poker (WSOP) 2020 vormden de 51e jaarlijkse World Series of Poker (WSOP). In het kader hiervan zou er vanaf 26 mei gespeeld worden in 101 toernooien om de verschillende titels. Deze zouden allemaal plaats in het Rio All-Suite Hotel & Casino in Las Vegas. Echter vanwege de wereldwijde coronapandemie gingen deze toernooien niet door.
In plaats daarvan besloot de organisatie om de WSOP online te laten afspelen. Er werden 85 toernooien gespeeld, waarvan 31 via WSOP.com en 54 via GGPoker. Deze vonden plaats tussen 1 juli en 5 september. De online toernooien op WSOP.com waren vanwege wetgeving alleen toegankelijk voor spelers uit Nevada en New Jersey. Internationale spelers konden meedoen aan de toernooien van GGPoker. 
Het hoofdtoernooi is het $10.000 No Limit Hold'em Main Event, waarvan de winnaar zich een jaar lang de officieuze wereldkampioen poker mag noemen. Dit toernooi werd gewonnen door Damian Salas. Het was het enige toernooi dat deels niet online plaatsvond.

## Main Event 2020
Het Main Event is een pokertoernooi dat geldt als belangrijkste evenement in het programma dat aangeboden wordt tijdens de jaarlijkse World Series of Poker (WSOP). Vanwege de coronapandemie vond het toernooi grotendeels online plaats via WSOP.com en GGPoker. De laatste 9 spelers van WSOP.com kwamen vervolgens in Las Vegas samen om te spelen tot 1 winnaar. De laatste 9 spelers van GGPoker kwamen bij elkaar in Rozvadov in Tsjechië. De winnaars van beide toernooien kwamen vervolgens op 3 januari 2021 samen in het Rio in Las Vegas om in een heads-up te bepalen wie de Main Event winnaar was.

### Uitslag finaletafels
| Plaats | Naam                 | Prijs      |
| ------ | -------------------- | ---------- |
| 1ste   | Damian Salas         | $1.550.969 |
| 2de    | Brunno Botteon       | $1.062.723 |
| 3de    | Manuel Ruivo         | $728.177   |
| 4de    | Ramon Miquel Munoz   | $498.947   |
| 5de    | Marco Streda         | $341.879   |
| 6de    | Dominykas Mikolaitis | $234.255   |
| 7de    | Stoyan Obreshkov     | $160.512   |
| 8ste   | Hannes Speiser       | $109.982   |
| 9de    | Peiyuan Sun*         | $75.360    |

| Plaats | Naam               | Prijs      |
| ------ | ------------------ | ---------- |
| 1ste   | Joseph Hebert      | $1.553.256 |
| 2de    | Ron Jenkins        | $1.002.340 |
| 3de    | Michael Cannon     | $529.258   |
| 4de    | Ryan Hagerty       | $387.130   |
| 5de    | Tony Yuan          | $286.963   |
| 6de    | Harrison Dobin     | $215.222   |
| 7de    | Shawn Stroke       | $163.786   |
| 8ste   | Gershon Distenfeld | $125.885   |
| 9de    | Upeshka De Silva** | $98.813    |

* Sun kon niet meedoen in Rozvadov vanwege reisrestricties en eindigde automatisch op de 9e plek

** De Silva kon niet meedoen in Las Vegas vanwege een positieve COVID-19 test en eindigde automatisch op de 9e plek

### Uitslag heads-up
| Plaats | Naam          | Prijs      |
| ------ | ------------- | ---------- |
| 1ste   | Damian Salas  | $1.000.000 |
| 2de    | Joseph Hebert | $0         |